# Drávakeresztúr
Drávakeresztúr é um município da Hungria, situado no condado de Baranya. Tem 12,97 km² de área e sua população em 2019 foi estimada em 121 habitantes.